# Rudolf Tartter
Rudolf Erich Tartter (* 2. August 1938 in Landau in der Pfalz; † 2006 in Kaiserslautern) war ein deutscher Kommunalpolitiker (CDU).

## Werdegang
Tartter wurde als Sohn des Kaufmanns Hermann Tartter geboren. 
Von 1975 bis 1991 war er Landrat des Landkreises Kaiserslautern.
1976 war er Gründungsmitglied und von Dezember 1976 bis März 1986 erster Präsident des Landesmusikverbandes Rheinland-Pfalz.

## Ehrungen
- 1991: Verdienstkreuz am Bande der Bundesrepublik Deutschland
- Ehrenpräsident des Landesmusikverbandes Rheinland-Pfalz